# Bruynzeel Suriname Houtmaatschappij
De Bruynzeel Suriname Houtmaatschappij was een bosbouwbedrijf in Suriname en timmerfabriek waar hout, triplex en geprefabriceerde woningen werden gemaakt. Het bedrijf was in 1947 opgericht door Willem Bruynzeel als dochteronderneming van Bruynzeel. In 1985 werd het eigendom van de Surinaamse Staat. In 2005 werd Bruynzeel Suriname gesloten. De Bruynzeelwoningen zijn nog steeds een karakteristiek kenmerk van Suriname.

## Oprichting
Na de Tweede Wereldoorlog werd het duidelijk dat de houtinkoop van Nederland anders geregeld moest worden. Willem Bruynzeel vertrok in 1946 naar Suriname en sloot met gouverneur Brons een voorlopige overeenkomst voor een concessie van 4.200.000 hectare. Een gedeelte van de voormalige plantage Beekhuizen werd gekocht van de Evangelische Broedergemeente Suriname, en op 24 oktober 1947 werd Bruynzeel Suriname Houtmaatschappij opgericht als onafhankelijke dochteronderneming van Bruynzeel.

## Bruynzeelwoningen
De fabriek produceerde oorspronkelijk gezaagd en geschaafd hout, triplex, spaanplaat en vloeren. Bruynzeel had in Nederland in 1946 noodwoningen gebouwd. Omdat ook in Suriname een woningtekort heerste, begon Bruynzeel in 1955 met de productie van geprefabriceerde woningen in bouwpakket. Er zijn door de jaren 24 verschillende types woningen aangeboden. Bij het bouwpakket was een handleiding toegevoegd waarin beschreven stond hoe de woning moest worden gebouwd. De woningen waren succesvol en niet alleen in Suriname. In 1956 werden ook woningen geëxporteerd naar Grenada voor huisvesting na de Orkaan Jannet in 1955. Voor de bouw van de Centre Spatial Guyanais bij Kourou, Frans-Guyana werden Bruynzeelwoningen neergezet als huisvesting voor het personeel.

## Neergang
Bruynzeel Suriname was een gezonde winstgevende firma in de jaren zestig, maar in de jaren zeventig begonnen de resultaten achter te blijven. In 1973 werd de Surinaamse overheid 40% aandeelhouder van Bruynzeel. In 1985 werden de resterende aandelen voor een symbolisch bedrag overgedragen aan de Staat. In 1990 werd de productie van de Bruynzeelwoningen beëindigd. In 2005 werd de fabriek stilgelegd, en werden ongeveer 1.800 werknemers ontslagen. Onderhandelingen over een privatisering en herstart draaiden uiteindelijk op niets uit.